# Ниссин (гидроавианосец)
«Ниссин» (яп. 日進 буквально «ежедневный успех») — японский гидроавианосец.
«Ниссин» был четвёртым японским гидроавианосцем, в конструкцию которого была заложена возможность конверсии в носители сверхмалых подводных лодок (СМПЛ), также он должен был выполнять роль и быстроходного минного заградителя. Корабль был заказан по 3-й программе пополнения флота 1937 года, его постройка была осуществлена верфью Арсенала флота в Курэ в 1938—1942 годах. Поскольку его достройка на плаву пришлась на предвоенные годы, закончен он был по II варианту проекта и в итоговом виде мог выполнять задачи флагманского корабля эскадры подводных лодок, носителя СМПЛ и торпедных катеров, минного заградителя и быстроходного транспорта.
«Ниссин» активно участвовал в боях на Тихоокеанском театре, наиболее ярким эпизодом которых стали ночные транспортные миссии на остров Гуадалканал. 22 июля 1943 года он был потоплен американской авиацией у острова Шортленд.

## Конструкция

### Энергетическая установка
На «Ниссин» была установлена двухвальная дизельная энергетическая установка общей мощностью 47 000 л. с., проектная максимальная скорость хода — 28 узлов. Используемые двухтактные, двойного действия и с бескомпрессорным впрыском топлива дизельные двигатели Кампон № 13 были развитием более ранних Кампон № 11 и изначально создавались для использования на линкорах проекта A-140 (тип «Ямато»).
В двух передних машинных отделениях (длина — 22,5 м), разделённых продольной переборкой, находилось по одному дизелю Кампон № 13 модель 2. Конструктивно они были выполнены как двенадцатицилиндровые (диаметр цилиндра — 480 мм, ход поршня — 600 мм) с эффективной мощностью 9600 л. с. при 350 об/мин. В задней паре машинных отделений (длина — 27,0 м) были размещены четыре дизеля Кампон № 13 модель 10, по паре в каждом. Они были десятицилиндровыми (диаметр цилиндра — 480 мм, ход поршня — 600 мм) с эффективной мощностью 7600 л. с. при 400 об/мин. Дополнительно имелись также отдельные дизель-компрессоры Кампон № 31 модель 6 (шестицилиндровые, двухтактные, с мощностью 1900 л. с. при 400 об/мин) — по одному на каждый главный дизельный двигатель. Передние и задние машинные отделения разделялись между собой отсеком длиной 8,0 м. Все три главных дизеля каждого борта соединялись с гидравлической передачей типа «Вулкан», вращавшей вал гребного винта. «Ниссин» всего имел два винта и один полубалансирный руль.
Отвод выхлопных газов от главных дизельных двигателей и дизель-компрессоров осуществлялся по вертикальных коллекторам вдоль пилонов носового и кормового поперечных мостиков. Нормальный запас дизельного топлива составлял 1200 тонн, резервный запас, который можно было принять сверх него — 1650 тонн. Проектная дальность в первом случае составляла 8000 морских миль 16-узловым ходом.
Электроэнергетическая система гидроавианосца включала в себя четыре дизель-генератора по 450 КВт, установленных попарно в двух отсеках. Отсек носовой электростанции находился между машинными отделениями на трюмной палубе, с левого борта, отсек кормовой электростанции — за машинным отделением самолётоподъёмника на самой нижней палубе, с правого борта. На борту имелись также два вспомогательных паровых котла, размещённых в одном котельном отделении длиной 6,5 м, за машинными отделениями (как и на «Мидзухо»). Дымоходы от них выводились в пилоны кормового поперечного мостика.

## Командиры
- 15.10.1941 — 5.12.1942 капитан 1 ранга (тайса) Кацуми Комадзава (яп. 駒沢克己)[5];
- 5.12.1942 — 22.07.1943 капитан 1 ранга (тайса) Дзёотаро Ито (яп. 伊藤尉太郎)[6].